# Сидоренко, Степан Иванович
Степа́н Ива́нович Сидоре́нко (1858 — после 1917) — член III Государственной думы от Киевской губернии, крестьянин.

## Биография
Православный, крестьянин села Сидоровка Шиндровской волости Каневского уезда.
Получил начальное домашнее образование. Имел 4 десятины собственной земли и 2 десятины надельной, занимался земледелием. Служил волостным старшиной.
В 1907 году был избран членом III Государственной думы от Киевской губернии. Входил во фракцию прогрессистов. В 1-ю сессию перешёл во фракцию октябристов, затем был беспартийным. Состоял членом земельной комиссии.
Дальнейшая судьба неизвестна.